# Sponsus
Lo Sponsus è la prima opera teatrale in volgare romanzo, per la precisione in pittavino-santongese. Venne composto per essere rappresentato alla vigilia di Pasqua, probabilmente in Guascogna o Linguadoca verso la metà dell'XI secolo. Il suo testo si rifà alla Parabola delle vergini nel Vangelo secondo Matteo (25:1–13), ma attinge anche al Cantico dei Cantici e ai Padri della Chiesa, forse a Girolamo e al suo Adversus Jovinianum. Per certi aspetti, la rappresentazione dei mercanti, lo spandimento dell'olio e la messa in discussione e accettazione implicita teodicea è originale e drammaticamente potente.
Lo Sponsus, così come le successive opere teatrali, è legato strettamente alla liturgia della messa. Infatti per tutto il Basso Medioevo per rendere più partecipi i fedeli alla messa, che era celebrata in latino e quindi incomprensibile per la massa, e per spiegare alcuni passaggi particolarmente importanti della Bibbia venivano rappresentate queste scene.
Il successo di tali opere fu importante tanto che presto le pièce non solo si svincolarono dalla liturgia celebrativa della messa, ma anche dalla tematica religiosa, anche se per oltre un secolo la tematica religiosa la fece da padrona.

## Trama
L'opera si apre con una voce narrante senza nome che spiega l'allegoria della parabola, l'identità dello sposo con Gesù e il Vangelo. Questa voce senza nome è stata identificata con l'arcangelo Gabriele e la Chiesa cristiana personificata (Ecclesia). La seconda voce dell'opera, che usa l'occitano, è probabilmente Gabriele, anche se questa parte è solo frammentaria e identifica solo coloro che chiama: prudentes ("prudenti"). L'angelo racconta delle cinque vergini sagge - le cinque stolte presumibilmente si erano addormentate secondo la più generale prudenza dell'Ecclesia - in attesa dello sposo, Gesù Cristo, che era venuto a salvarle dai loro peccati. Ma dà loro l'avvertimento inquietante Gaire no.i / dormet: "Non addormentarti!" che si ripete più volte.
Dopo il messaggio dell'arcangelo Gabriele, le vergini stolte (riconosciute con il termine fatue) fanno il loro ingresso ed annunciano che hanno versato l'olio per le loro lampade. Lo spandimento dell'olio è stato probabilmente inserito per dare un effetto drammatico, poiché la Bibbia non ne parla. Le stolte poi supplicano le sagge di condividere il loro olio, chiudendo ogni strofa con il ritornello lamentoso: Dolentas, chaitivas, trop i avem dormit ("Noi, misere nel nostro dolore, abbiamo dormito troppo a lungo!"). Le vergini sagge volgono loro le spalle senza pietà, invitandole a comprare l'olio dai mercanti nelle vicinanze. Le stolte (che ora sembrano sagge) si auto incolpano, ma i mercanti, che vengono presentati con simpatia, dicono loro che non possono aiutarle e le consigliano di supplicare le loro sorelle in nome di Dio. Otto versi dei mercanti, che sono significativi per il movimento drammatico, sono riportati in occitano senza traduzione in latino. Il drammaturgo costruisce tensione tra le stolte, che sono pentite, le sagge, che sono condiscendenti, e i mercanti, che sono in sintonia con le stolte e fiduciosi nella carità delle sagge. Il testo del traduttore inglese, Peter Dronke, loda il ritratto intelligente del drammaturgo e le intuizioni della natura umana.
Le vergini stolte non seguono i consigli dei mercanti, venendo pertanto per due volte respinte da quelle sagge. Il dramma si conclude con modo veniat sponsus: "Ora lascia che lo sposo arrivi". Arriva Cristo come sposo e respinge prontamente le scuse delle vergini stolte mandandole via. Esse vengono poi prese dai demoni e portate all'Inferno: si tratta della prima attestata presenza di demoni in un dramma occidentale. I versi di Cristo vengono cantati sulla stessa melodia dell'Ecclesia ed il dramma termina come era iniziato, con la pena preannunciata per la negligenza, inflitta dai demoni dell'Inferno. È probabile che l'opera venisse recitata sopra la scala che portava alla cripta e che un braciere fosse sufficiente ad illustrare l'inferno alle fanciulle che erano spinte da grotteschi demoni. C'era una possibile combinazione serio-comica di gravità e levità nelle scene finali del dramma. D'altro canto, Davidson suggerisce che i demoni devono essere stati ritratti in serietà cupa come personificazioni delle reali paure umane.

## Lingua e stile
Lo Sponsus è uno dei primi esempi pienamente drammatizzato della parabola delle vergini. Il trattamento impietoso delle vergini stolte, che sono ritratte con simpatia, è stato probabilmente progettato per mettere in discussione l'interpretazione ufficiale delle Scritture. Una successiva edizione medievale in tedesco realizzata sullo stesso tema e stile, (Ludus de decem virginibus) sconvolse il langravio di Turingia, Federico I, e lo fece dubitare della misericordia di Dio, tanto che venne costretto a letto ammalato il 4 maggio 1321. Il testo conta poco meno di 90 versi in base all'editore Thomas conta 92 versi, Avalle e Monterosso 87 versi di cui 40 sono decasillabi romanzi.
Il manoscritto dello Sponsus (Paris, Biblioteca nazionale di Francia, lat. 1139, ff. 53r–55v.), proviene dell'Abbazia di San Marziale di Limoges.  Esso venne copiato, nel tardo XI secolo, a Limoges, tanto che il testo in occitano appare in dialetto limosino, anche se l'originale doveva essere scritto in un altro dialetto. Venne probabilmente scritto negli anni 1050 o 1060.
Gli studiosi sono divisi sulla possibilità che il testo latino e le parti occitane dello Sponsus siano state scritte allo stesso tempo (Peter Dronke) o che le parti occitane siano state aggiunte successivamente (D'Arco Silvio Avalle). Quest'ultima scuola di pensiero le considera spiegazioni (annotazioni o farcitures). Indipendentemente da ciò, le porzioni occitane in volgare erano probabilmente destinate al pubblico non istruito, che non conosceva il latino come lo conoscevano i religiosi. Dronke ritiene che il drammaturgo era più padrone della sua lingua nativa, ed è in questa lingua che Cristo recita i versi finali del dramma.

## Melodia e poesia
La musica dello Sponsus venne lodata da Raffaello Monterosso per avere la forza di "redimere le parafrasi incolori del poeta anonimo estensore del testo evangelico, dalla sua inespressività generica". Il fraseggio melodico è vario, ma solo quattro diverse melodie vengono utilizzate per l'intero lavoro, anche se nessuna di queste è liturgica, e nessuna forma dei motivi. L'intera partitura è originale ed è notata in neumi dell'Aquitania.
La struttura strofica del lavoro è coerente. I due metri principali sono versi di quindici sillabe (per il latino), con precedenti in classici settenari trocaici e versi di dieci sillabe (utilizzati sia per latino che occitano), con predecessori in inni tardo antichi e merovingici. L'inno tardo-antico 'Apparebit repentina dies magna domini potrebbe essere stato una fonte d'ispirazione.
La combinazione di musica originale, tema unico, e messa in discussione implicita delle teodicee tradizionali, hanno portato a suggerire che il lavoro poteva essere proprio l'inizio del dramma non liturgico e in volgare in Europa.